# パウロ・アウトゥオリ
パウロ・アウトゥオリ (Paulo Autuori) こと、パウロ・アウトゥオリ・ジ・メロ（Paulo Autuori de Mello, 1956年8月25日 - ）は、ブラジル・リオデジャネイロ出身のサッカー指導者。現在はカンピオナート・ブラジレイロのボタフォゴFRの監督を務めている。

## 経歴

### 2005年まで
現役時代は国内リーグでプレーし、1986年の引退後はブラジルとポルトガルで指導者経験を積む。1995年にボタフォゴFRを率いて1995 カンピオナート・ブラジレイロ・セリエAで優勝し自身初タイトルを飾ると、1997年にクルゼイロECでコパ・リベルタドーレスを獲得する。2001年と2002年にはアリアンサ・リマとスポルティング・クリスタルでペルー選手権を連覇し、その実績を買われて2003年にはペルー代表監督を務めた。その後、2005年にはサンパウロFCで2度目のコパ・リベルタドーレスを獲得。この年から6大陸王者の対抗戦になったトヨタカップも、決勝戦で欧州王者のリヴァプールFCを破って優勝した。

### 鹿島アントラーズ
こうした実績に目を付けたのが、ジーコ以来ブラジルスタイルが主流の鹿島アントラーズである。鹿島はこの年の10月に6年間監督を務めたトニーニョ・セレーゾの勇退を発表し、早くからサンパウロとの契約が切れるアウトゥオリに目を付け最終的に一本化。トヨタカップ終了後に契約交渉を開始して、12月30日に就任決定となった。
鹿島においては高卒新人の内田篤人を開幕戦から登用するなど、若手を積極的に起用しつつチームの再構築を図った。リーグ戦においてはやや苦戦したが、ナビスコカップでは決勝まで駒を進めた。シーズン終盤に至って攻守に連係を見せるサッカーを作り上げたが、11月30日に鹿島は契約非更新を発表。最後の大会となった天皇杯では準決勝で敗退し、タイトル獲得はならなかった。主力選手の放出や優勝を狙うための補強などでクラブと意見が衝突し、1年で契約終了。前任者と同様、夏の試合には背番号42のプラクティスシャツを着用していた。

### 母国復帰とカタール時代
2007年2月よりクルゼイロに復帰。自身3度目となる同クラブの指揮であったが約3か月で辞任した。
翌月より2年間、カタール・スターズリーグのアル・ラーヤンSCの指揮を執る。
2009年5月よりグレミオFBPAに招聘されたが、成績不振により半年でクラブを去りアル・ラーヤンに舞い戻った。アミール・カップ連覇を達成しクラブから契約延長のオファーを受けたがこれを固辞し、2011年6月を以て退任した。
同年8月、カタール・オリンピック代表の監督に就任。翌年2月には同胞であるセバスチアン・ラザロニの後任としてフル代表の指揮官となった。2013年1月、残り数週間となった契約の延長オプションを行使せず退任することが決まった。
2014年ワールドカップアジア最終予選進出を果たすなど結果も残したが、ガルフカップ2013でグループリーグ敗退を喫した責任を取る形となった。
3月より母国のCRヴァスコ・ダ・ガマの監督に就任するも3か月で辞任した。7月に古巣であるサンパウロに復帰。8月7日のスルガ銀行チャンピオンシップでは、2006年に指揮した鹿島と対戦した。しかし、リーグ戦17試合で3勝4分10敗と結果を残せず、9月に解任された。
2014年にはアトレチコ・ミネイロの監督に就任する。前回王者として臨んだコパ・リベルタドーレスにおいてアトレティコ・ナシオナルの前にラウンド16で敗退すると、4月24日に解任された。

### セレッソ大阪
同年12月16日、J2に降格が決定したセレッソ大阪の監督に就任が決まった。しかしJ1自動昇格を逃し、シーズン終了間際の11月17日に解任された。

### 離日後
2016年3月にアトレチコ・パラナエンセの監督に就任。翌年5月にはチームマネージャーへ転身するが、年末にクラブを去った。
2017年12月にフルミネンセFCのディレクターに就任したが、首脳陣との不和により翌年5月を以て退団した。
2018-19シーズンより、ブルガリアのPFCルドゴレツ・ラズグラドに招聘される。初陣となったブルガリア・スーパーカップでPFCスラヴィア・ソフィアを下しタイトルを獲得した。2018年10月にクラブとの契約を双方合意の下解除し、4か月でルドゴレツ・アレナを去った。
同年11月、コロンビアのアトレティコ・ナシオナルの監督に就任。翌年5月に古巣フルミネンセと対戦したが1-4で大敗し、辞任することを発表した。
2019年7月から11月まで、サントスFCのスポーティングディレクターを務める。
2020年2月12日、ボタフォゴの監督に復帰。

## タイトル
ボタフォゴ
- カンピオナート・ブラジレイロ・セリエA : 1995

クルゼイロ
- カンピオナート・ミネイロ : 1997
- コパ・リベルタドーレス : 1997

アリアンサ・リマ
- プリメーラ・ディビシオン : 2001

スポルティング・クリスタル
- プリメーラ・ディビシオン : 2002

サンパウロ
- コパ・リベルタドーレス : 2005
- トヨタカップ : 2005

アル・ラーヤン
- アミール・カップ : 2010, 2011

アトレチコ・パラナエンセ
- カンピオナート・パラナエンセ : 2016

ルドゴレツ・ラズグラド
- ブルガリア・スーパーカップ: 2018